# Edwin Fischer
Edwin Fischer (ur. 6 października 1886 w Bazylei, zm. 24 stycznia 1960 w Zurychu) – szwajcarski pianista i dyrygent.

## Życiorys
W latach 1896–1904 studiował u Hansa Hubera w konserwatorium w Bazylei. Od 1904 do 1905 roku był uczniem Martina Krausego w Konserwatorium Sterna w Berlinie, gdzie następnie w latach 1905–1914 prowadził klasę fortepianu. Dyrygował w Lubece (1926–1928) i Monachium (1928–1932). Od 1931 roku uczył w Hochschule für Musik w Berlinie. W 1942 roku wrócił do Szwajcarii. W latach 1942–1958 uczył w konserwatorium w Lucernie. Występował w trio fortepianowym z Georgiem Kulenkampffem (później zastąpionym przez Wolfganga Scheiderhana) i Enrico Mainardim.
Prowadził szeroko zakrojoną działalność koncertową, łącząc role dyrygenta i pianisty. Ceniony był jako wykonawca dzieł J.S. Bacha, W.A. Mozarta i Beethovena. Jego sztuka wykonawcza była silnie osadzona w tradycji romantycznej. Dokonał licznych nagrań płytowych, dla wytwórni HMV dokonał pierwszej pełnej rejestracji fonograficznej Das Wohltemperierte Klavier J.S. Bacha.
Opublikował prace J.S. Bach (Poczdam 1945), Musikalische Betrachtungen (Wiesbaden 1949), Ludwig van Beethovens Klaviersonaten (Wiesbaden 1956) i Von den Aufgaben des Musikers (Wiesbaden 1960). Skomponował Sonatinę C-dur na fortepian i Das Donnerwetter na orkiestrę kameralną, ponadto pieśni.